# Arzneimittel-Kompendium der Schweiz
Das Arzneimittel-Kompendium der Schweiz, kurz Kompendium, ist ein Arzneimittelverzeichnis, welches die offiziellen Informationen für Medikamente des Schweizer Marktes enthält. Es wird in Zusammenarbeit mit der pharmazeutischen Industrie erarbeitet und wird seit 1978 von der Documed AG in Basel herausgegeben. Seit Januar 2013 basiert das Arzneimittel-Kompendium auf den Originaldaten der Arzneimittelinformationen, welche im Arzneimittelinformationspublikationssystem (AIPS) der Zulassungsbehörde Swissmedic bereitgestellt werden. Im Vergleich zum AIPS bietet das Arzneimittel-Kompendium einige Zusatzdienste wie eine Interaktionsprüfung und ein therapeutisches Register an, welche jedoch nur für Gesundheitsfachpersonen zugänglich sind.
Das Arzneimittel-Kompendium erschien bis 2013 jährlich als Buch und umfasste rund 4000 Seiten. Zwischen den Ausgaben wurde es regelmässig mit Supplementa ergänzt. 1998 wurde zusätzlich eine Online-Version lanciert. Seit 2014 gibt es das Arzneimittel-Kompendium nur noch in elektronischer Form. Zwischenzeitlich war das Kompendium auch als CD-ROM sowie einer Applikation für das mobile Betriebssystem Apple iOS erhältlich.
Wie die Zulassung von Heilmitteln unterliegt auch die Arzneimittel-Information und deren Veröffentlichung strengen gesetzlichen Anforderungen. Die Arzneimittel-Information für die Medizinalpersonen und den Arzneimittel-Fachhandel («Fachinformation») sowie die Arzneimittel-Information für Patienten («Patienteninformation») sollen die richtige Verschreibung und Verabreichung eines Heilmittels sicherstellen. Der Inhalt der Monographien, die Art und Weise der Veröffentlichung und die Verteilung im schweizerischen Gesundheitswesen wird durch die Zulassungsbehörde Swissmedic vorgegeben. Die Fachredaktion der Documed stellt sicher, dass die einzelnen Fachinformationen in inhaltlicher wie formaler Hinsicht standardisiert und gesetzeskonform publiziert werden.

## Angaben
Das Arzneimittel-Kompendium beinhaltet die Fachinformationen in alphabetischer Reihenfolge der Präparate. Diese sind durch Wirkstoffregister, therapeutisches Register und Firmenregister zusätzlich erschlossen. Die Fachinformationen des Arzneimittel-Kompendium beinhalten folgende Angaben:
- Präparatenamen / Hersteller
- Zusammensetzung
- Galenische Form und Wirkstoffmenge pro Einheit
- Indikationen/Anwendungsmöglichkeiten
- Dosierung/Anwendung
- Kontraindikationen
- Warnhinweise und Vorsichtsmassnahmen
- Interaktionen
- Schwangerschaft/Stillzeit
- Wirkung auf die Fahrtüchtigkeit und auf das Bedienen von Maschinen
- Unerwünschte Wirkungen
- Überdosierung
- Eigenschaften/Wirkungen
- Pharmakokinetik
- Präklinische Daten
- Sonstige Hinweise
- Zulassungsnummer
- Packungen
- Zulassungsinhaberin
- Stand der Information